# Mont Kurobegorō
Le mont Kurobegorō (黒部五郎岳, Kurobegorō-dake) est l'une des 100 montagnes célèbres du Japon et culmine à 2 840 m d'altitude. Elle est située dans les monts Hida, à la limite des préfectures de Gifu et Toyama. Elle est intégrée dans le parc national de Chūbu-Sangaku le 4 décembre 1934. La première ascension a lieu en décembre 1931 par un alpiniste du nom de Buntarō Katō.

## Géographie

### Flore
Le mont Kurobegorō abrite de nombreuses plantes alpines.
| Lilium medeoloides | Veratrum stamineum | Trollius japonicus | Geum pentapetalum |
| ------------------ | ------------------ | ------------------ | ----------------- |
|                    |                    |                    |                   |

### Hydrographie
La rivière Nakanomata, un affluent de la rivière Takahara, la Kanekido, affluent du fleuve Jōganji, les rivières Uma et la Gorō, affluents du fleuve Kurobe, prennent leur source dans la montagne.